# Ilhéu do Porto da Cruz
O ilhéu do Porto da Cruz é um ilhéu situado na freguesia do Porto da Cruz, Machico, na Região Autónoma da Madeira, Portugal. O ilhéu fica a cerca de 280 metros da costa da freguesia.